# Lech (tygodnik)
Lech. Tygodnik Illustrowany poświęcony nauce, sprawom słowiańskim i rozrywce – poznańskie ilustrowane czasopismo kulturalno-społeczne, wydawane w latach 1878–1879, założone przez Józefa Chociszewskiego. 